# Luis Henrique (fodboldspiller)
Luis Henrique Tomaz de Lima (født 14. december 2001), kendt som Luis Henrique, er en brasiliansk professionel fodboldspiller, der spiller som angriber for Serie A- klubben Inter Milan.

## Karriere

### Botafogo
Henrique startede sin karriere for Três Passos, inden han skiftede til Botafogo. Hans lovende debut tiltrak interesse fra Bayern München og Juventus.

### Marseille
Henrique skiftede til Ligue 1- klubben Olympique Marseille i en handel på omkring 8 millioner euro, den 25. september 2020. Han valgte nummer 11 som trøjenummer. 

#### Tilbage til Botafogo (lån)
Den 22. juli 2022 blev Henrique lånt til Botafogo på en 18-måneders kontrakt. 

### Inter Milan
Den 7. juni 2025 skiftede Luis Henrique til den italienske Serie A- klub Inter Milan og skrev under på en femårig kontrakt. 